# General Levy
General Levy (* 28. Mai 1971 in London als Paul Levy) ist ein Ragga/Jungle-Sänger, der regelmäßig auf Studiotracks von Drum-and-Bass-DJs zu hören ist.

## Leben und Wirken
Sein bekanntester Track ist Incredible, der auch auf dem Soundtrack zu Ali Gs Film Ali G in da House enthalten ist. Von den verschiedenen veröffentlichten Versionen erreichte die Single von M-Beat Incredible ft General Levy im Jahr 1994 Platz 39 der UK-Charts. Der Re-Release erreichte Platz 8.
Im Februar 2008 ist ein Album von ihm unter dem Namen Spirit & Faith beim Label Boombam Muzik erschienen. Das Album besteht hauptsächlich aus (Roots-)Reggae, darauf sind jedoch auch Jungle-, Drum-And-Bass- und Dancehall-Tracks.